# 三门湾事件
三门湾事件，是1899年瓜分风潮期间意大利王國企图向清政府租借三门湾的事件，意大利尝试使用军事和外交施压，但最终放弃。

## 背景
1896年，17000名意大利殖民军在非洲埃塞俄比亚当地向导的诱骗下中了埋伏，被埃塞俄比亚军队消灭7000人，导致意大利在国际的威望大跌，因此意大利希望在在东方找回颜面。当时意大利的丝绸产品在欧洲流行，意大利每年要进口生丝，而中国的生丝产量可观。德国在1897年借巨野教案强占胶州湾、俄国在1898年强租旅顺大连和英国在1898年强租威海卫等行为刺激意大利政府，意大利政府希望能在中国获取利益。

## 事情经过
新任意大利驻华公使马蒂讷随“马可·波罗”号巡洋舰来到中国，经过考察后，选定浙江的三门湾。1899年2月，马蒂诺起草索要条款的照会递交清政府总理衙门，索要条款包括：意大利租借三门湾25年至50年，并拥有特权，同时获得三门湾到鄱阳湖的铁路修筑权。同时意大利政府派三艘战舰驶进中国海域。
清政府总理衙门接到马蒂诺的照会后没有拆封，而是将照会原封退回。马蒂诺在给意大利政府的信中提到：清政府将照会没有拆阅就当面退还，是看不起意大利，是对意大利的当面羞辱，要求意大利政府对中国使用武力。1899年3月8日，意大利政府批准马蒂诺的请求，同意他向中国政府提交最后通牒，意大利政府拟定的最后通牒是限令中国在4日内接受意方条件，否则意大利将进军中国。
1899年3月10日，意大利政府向马蒂诺发出两份电报。第一份要求马蒂诺递交最后通牒，第二份要求暂时搁置最后通牒，但意大利使馆将两份电报颠倒，以至于马蒂诺向清政府总理衙门递交最后通牒。此事一出世界舆论哗然，面对各国外交机构和媒体的质询，其中美國和俄羅斯帝國反對意大利的條件，而英國持矛盾的態度。意大利外交部发表声明辟谣否认递交最后通牒，但随着媒体将最后通牒的文字发表后，意大利政府才知道出错，并在12日下令将马蒂诺调回意大利，并要求马迪纳照会总理衙门，收回最后通牒，声明意大利并无强取三门湾的意图。
1899年5月，新任意大利驻华公使萨瓦戈带四艘战舰停留在中国上海。清政府联系两江总督刘坤一和浙江巡抚整饬军备，以防意大利进攻。1899年6月，意大利政府通知萨瓦戈，意大利全面放弃在中国的任何殖民活动，尽力向中国争取租借一个加煤站，以此要回颜面。萨瓦戈前往北京，向清政府要求租借一个加煤站，以供来中国的意大利商船使用，而清政府拒绝萨瓦戈的请求，同时清政府联系直隶总督备战、联系袁世凯率领新军以镇压刚刚兴起的义和团为名，向山东沿海集结。10月，北洋水师接到命令，做好南下浙江沿海的准备。
1899年10月，意大利外交部要求萨瓦戈放弃三门湾相关的任何行动。